# سان جیاکومو دل سنیاته
سان جیاکومو دل سنیاته (به ایتالیایی: San Giacomo delle Segnate) یک کومونه در ایتالیا است که در استان منتووا واقع شده‌است. سان جیاکومو دل سنیاته ۱۶٫۳ کیلومتر مربع مساحت و ۱٬۷۴۵ نفر جمعیت دارد.